# فرد بيسلي
فرد بيسلي (بالإنجليزية: Fred Beasley)‏ هو لاعب كرة قدم أمريكية أمريكي، ولد في 18 سبتمبر 1974 في مونتغومري في الولايات المتحدة.

## وصلات خارجية
- فرد بيسلي على موقع مرجع كرة القدم المحترفة.كوم (الإنجليزية)